# Första slaget vid Masuriska sjöarna
Första slaget vid Masuriska sjöarna ägde rum mellan den 5 och 15 september 1914 på första världskrigets östfront. Under slaget besegrade den tyska 8:e armén under Paul von Hindenburgs befäl den ryska 1:a armén, ledd av Paul von Rennenkampf.    

## Upptakt
Efter den grundliga tyska segern över den ryska 2:a armén i slaget vid Tannenberg bestämde sig den tyska ledningen över tyska 8:e armén att nu anfalla den ryska 1:a armén. Helmuth von Moltke den yngre hade redan före slaget vid Tannenberg beslutat att sända förstärkningar till Östfronten. Dessa trupper hade ännu inte hunnit fram till slaget, men dessa och ytterligare förstärkningar anlände efterhand. I september bestod 8:e armén av 18 infanteridivisioner och 3 kavalleridivisioner. 
Då Paul von Rennenkampf som chef för ryska 1:a armen fick rapporter om den ryska förlusten vid Tannenberg skickade han som försiktighetsåtgärd delar av sin armé söderut. Hans omgruppering var dock dåligt planerad, och ledde till att delar av armén skiljdes från huvudstyrkan. Den ryska generalstaben informerade också Rennenkampf om att han inte hade något att oroa sig för, då tyskarna förväntades bege sig till trakterna av Warszawa. I själva verket hade tyskarna redan börjat rycka fram norrut.

## Slaget
På fyra dagar marscherade Hermann von François mer än 113 kilometer och befann sig 7 september vid södra flanken av den sydliga styrka som Rennenkampf avdelat. François anföll samma dag de ryska förbanden och tvingade dem att retirera norrut mot resten av den 1:a armén. Av rädsla för att stängas in mellan de från söder anfallande tyska trupperna och de tyska förbanden som var instängda i befästningarna i Königsberg i norr, valde han att omgruppera sina trupper österut mot tryggheten vid ryska gränsen. 
Två divisioner skickades söderut för att fördröja tyskarna under resten av hans enheter retirerade österut. 9 september inledde de ryska eftertrupperna sitt fördröjningsanfall mot de tyska trupperna. Huvuddelen av den ryska armén kunde genom hans manöver räddas ur Ostpreussen, men under tre dagars strider förlorade ryssarna trots detta 150.000 man och 150 artilleripjäser. De flesta soldaterna i eftertruppen stupade eller blev krigsfångar. 
För att undvika chanstagningar valde Rennenkampf att gruppera sig 80 kilometer österut, på ryskt område. Härigenom hindrades en snabb fortsatt tysk offensiv, då den ryska järnvägen hade annan spårvidd och försvårade tyska trupp- och förnödenhetstransporter.

## Följder
Tyskarna var besvikna över att ha misslyckats att tillintetgöra ryska 1:a armén, men hade ändå lyckat väl med betydligt mindre förluster än ryssarna. Deras armé var dock betydligt svagare och gjorde att de behövde sända nya förstärkningar och nytt underhåll från västfronten, där man redan kört fast i sina strider. 
Inom den tyska krigsledningen uppkom en kamp om huruvida man borde försöka fullfölja schlieffenplanen eller i stället hålla sina ställningar på västfronten medan man avdelade huvuddelen av sina trupper för att fullfölja segern Tannenberg och slå ut Ryssland ur kriget.